# Rauher Rammert
Das Gebiet Rauher Rammert ist ein vom Landratsamt Tübingen am 1. Oktober 1982 durch Verordnung ausgewiesenes Landschaftsschutzgebiet auf dem Gebiet der Stadt Rottenburg am Neckar und den Gemeinden Ofterdingen, Bodelshausen und Hirrlingen.

## Lage
Das Landschaftsschutzgebiet Rauher Rammert liegt zwischen Dettingen, Hemmendorf und Hirrlingen im Westen und Bodelshausen und Ofterdingen im Osten im südlichen Zeil des Höhenzugs Rammert. Im Südosten gehören auch der Barnberg und das Waldgebiet Werten zum Gebiet.

## Landschaftscharakter
Der Rammert ist fast vollständig bewaldet, lediglich in den Randbereichen und im Krebsbachtal befinden sich landwirtschaftlich genutzte Flächen, die als Acker, Grünland oder Streuobstwiesen bewirtschaftet werden. Das Gebiet wird von mehreren, teils tief eingeschnittenen Bachtälern entwässert.

## Schutzzweck
Wesentlicher Schutzzweck ist laut Schutzgebietsverordnung „die Erhaltung der weiträumigen Waldfläche sowie ihrer Vorfelder, mit der reichhaltigen Gliederung hinsichtlich Geländerelief, standortlichen Gegebenheiten und dem abwechslungsreichen Waldbestand als Lebensstätte einer artreichen Tier- und Pflanzenwelt sowie als wertvolle Grün- und Naherholungsfläche für die Allgemeinheit.“

## Geschichte
Das Landschaftsschutzgebiet wurde durch die Ausweisung mehrerer Naturschutzgebiete seit der Ausweisung um ca. 60 ha verkleinert.

## Zusammenhängende Schutzgebiete
Das Landschaftsschutzgebiet wird im Norden durch das Naturschutzgebiet Katzenbach-Dünnbachtal vom Landschaftsschutzgebiet Rammert getrennt, welches den Nordteil des Rammerts umfasst. Im Süden grenzt es an das Landschaftsschutzgebiet Mittleres Starzeltal. Im Westen grenzt das Natur- und Landschaftsschutzgebiet Vollmershalde an, im Süden die Naturschutzgebiete Espenloch-Hintere Halde und Altwiesen.
Im Landschaftsschutzgebiet befinden sich zudem einige Teilgebiete der FFH-Gebiete Rammert und Albvorland bei Mössingen und Reutlingen.